# 傑克遜斯普林斯 (北卡羅萊納州)
傑克遜斯普林斯（英語：Jackson Springs）是位於美國北卡羅萊納州穆爾縣的普查規定居民點。

## 人口
根據2020年美國人口普查的數據，傑克遜斯普林斯的面積為4.13平方千米，皆為陸地。當地共有人口154人，而人口密度為每平方千米37.29人。